# Schillerkragen

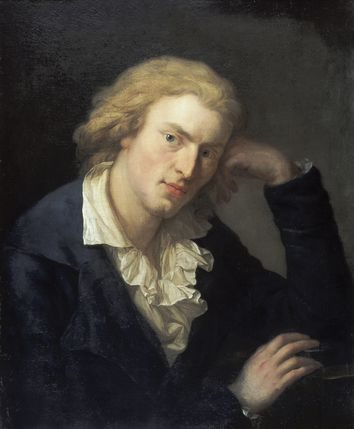
Friedrich Schiller mit Schillerkragen, wie ihn Anton Graff zwischen 1786 und 1791 porträtierte. Die Bezeichnung Schillerkragen geht auf dieses Porträt zurück. Das Porträt ist im Kügelgenhaus in Dresden ausgestellt.

Der Schillerkragen ist ein offener, breiter, über dem Jackenkragen getragener Hemdkragen, der zur Zeit von Friedrich Schiller in Mode kam. Die Verbindung dieser Kragenmode mit Friedrich Schiller kam aufgrund des Porträts von Anton Graff zustande, das dieser zwischen 1786 und 1791 von Friedrich Schiller anfertigte. Das Porträt zeigt Friedrich Schiller mit entsprechendem Hemdkragen in einer relativ lässigen Pose an einem Tisch sitzend. Dieses Porträt wurde oft kopiert und fand auch große Verbreitung als Kupferstich, was die Entstehung der Namensgebung vom Schillerkragen in der Öffentlichkeit zur Folge hatte.
Der lässige offene Hemdkragen stand in Kontrast zur engen Halsbinde, wie sie damals von Angehörigen des Adels getragen wurde. Später wurde der Schillerkragen dann auch mit revolutionärem Gedankengut, unbürgerlicher Haltung, aber auch mit einer naturverbundenen Lebenshaltung in Verbindung gebracht.